# Systémové archetypy
 Systémové archetypy  - jedním z nejvýznamnějších postřehů z oblasti systémové dynamiky a systémového myšlení je to, že mnoho problémů se v sociálních systémech vyskytuje pořád dokola a že určité struktury a vzory chování se neustále opakují.

Vidíme, že myšlenka zpětné vazby je velice užitečná, protože umožňuje spojit určité chování s odpovídajícími příčinami tohoto chování ve struktuře systému. To pak umožňuje najít některé obecně platné kroky, jakými lze chování systému ovlivnit. Nejpřekvapivější pak může být zjištění, že systém sám o sobě je příčinou svého chování. Ve skutečnosti to znamená, že chování systému plyne z jeho struktury.

## Struktura
Pojem struktura nemá co do činění se „strukturou“, jak je zobrazená v organizačním schématu a neznamená ani „logickou strukturu“ nějakého děje, ale v našem případě se především týká klíčových vztahů ovlivňující chování v čase. Nejsou to vztahy mezi lidmi, ale mezi hlavními proměnnými jako je populace, přírodní zdroje, produkce potravin nebo technické nápady, odborné a manažerské know-how v high-tech firmě atd.
Rámcem na takové vnímání vzájemných vztahů a nikoliv věcí, charakteru změn a nikoliv okamžitého vztahu je systémové myšlení jako disciplína vnímání celků. A jedním z nejdůležitějších postřehů z oblasti systémového myšlení je ten, že mnoho dynamických smyček je v dynamických systémech reprezentující určitou oblast lidského konání podobných, že určité struktury se znovu a znovu vracejí. Tyto opakující se struktury se nazývají slovy Petera Sengeho (1995) „systémové archetypy“ a jsou klíčem k pochopení dynamiky řady problémů v našem životě.

## Systémový archetyp
Archetyp jako samostatná entita neexistuje, pod pojmem archetyp rozumíme soubor vztahů a vazeb mezi jednotlivými prvky, které mají určitou charakteristickou strukturu.
Hlavním posláním znalosti těchto archetypů je usnadnit jejich nalezení v komplexních systémech. Toto poznání přináší zrychlení analytických procesů při tvorbě modelu problémů i hledání vhodného řešení. Jakmile se tyto procesy naučíme rozpoznávat, lze je pochopit a vymanit se z nich, ať již na úrovni osobního života, nebo v organizacích.
Originální pojetí systémových archetypů je zaměřeno na firemní prostředí a velké množství systémových archetypů lze nalézt právě v životě firmy. Lze tedy říci, že na základě systémových archetypů můžeme pochopit fungující struktury v životě organizace. Systémové archetypy dokazují, že ne všechny problémy v oblasti managementu jsou nové či jedinečné. Nejen v organizaci se však vyskytují vzorce chování, které se pravidelně opakují.
Toto rozpoznání může být často součástí úspěchu. Systémové archetypy umožňují převést komplexní složitost systému na jednodušší schémata, ze kterých lze vyčíst správný postup pro řešení aktuální situace. Poskytují řadu podnětů k principům patologických situací a umožňují odkrýt problémové symptomy. Systémové archetypy odhalují jednoduchost, která se skrývá za komplexností problémů v oblasti řízení.
Cílem systémových archetypů je změnit náš způsob vnímání, abychom dokázali lépe vidět struktury a najít způsob, jak v nich dosáhnout obrat, vidět struktury, které nejsou očividné, ale jsou základem pro pochopení komplexních situací. Zvládnutí systémových archetypů je pro organizaci prvním krokem na cestě k praktickému uplatňování systémové perspektivy.
Systémové archetypy přitom nelze brát jako neměnnou pravdu a mechanicky hledat příklady této pravdy ve vývoji a fungování organizace. Využití dále popsaných systémových archetypů směřuje ke změně způsobu našeho vnímání a může přispět k procesu učení se jako procesu, ve kterém se snažíme o adaptaci na změny v našem okolí, proces ve kterém měníme pomocí zpětných vazeb naše vlastní mentální modely o okolním světě.
Důležité je chápat systémové archetypy jako struktury, které se objevují v realitě a zúčastněné aktéry vedou k určitému chování. Za určitých podmínek je může spustit malá, třeba i náhodná změna určitým směrem, přičemž její dlouhodobější důsledky nejsou účastníkům dopředu zřejmé. Tato změna má nečekané vedlejší důsledky.
Rozsáhlejší a hlubší poznatky o systémových archetypech nám nepochybně pomohou s jedním z nejnepříjemnějších problémů, s problémem, s nímž manažeři a vůdci bojují neustále – se specializací a rozkouskovaností znalostí. Z mnoha hledisek největším příslibem systémového pohledu je sjednocování znalostí všech různých oborů. V praxi to znamená, že tytéž archetypy se objevují v biologii, v psychologii, v ekonomii, v politických vědách a v ekologii jakož i v managementu.

## Systémové archetypy v managementu
Literatura se ve výčtech archetypů různí, teoreticky lze takovýchto charakteristických struktur nalézt nekonečně. Systémoví myslitelé definovali zhruba desítku archetypů a přesný počet se liší v závislosti na tom, zda přijmeme některé složitější struktury jako samostatné archetypy, nebo je budeme uvažovat už jako strukturu složenou z více jednodušších archetypů. Obdobně relativně malý počet těchto archetypů je společný pro velmi rozmanité množství situací v oblasti managementu.
 Doposud byly identifikovány následující (Bellinger 2005, Mildeová – Vojtko 2003):
1. Archetyp Sebeposilující se chování
2. Archetyp Cílové chování
3. Archetyp Meze růstu
4. Archetyp Eskalace
5. Archetyp Přesun břemene
6. Archetyp Nápravy, které se vymstí
7. Archetyp Eroze cílů
8. Archetyp Růst a nedostatečné investice
9. Archetyp 'Spojenci protivníky
10. Archetyp Úspěch úspěšným
11. Archetyp Tragédie občiny

Stavebními kameny systémového myšlení je stupňování a vyvažování zpětné vazby a časového posunu. Z existence dvou odlišných typů procesů zpětné vazby, tj. jejího stupňování a vyvažování vychází podstata archetypů. 

Proces konstrukce archetypů je v principu buď aditivní nebo dekompoziční – vždy vycházejí z nějaké jednodušší struktury. 

Všechny archetypy se skládají z těchto základních součástí:
- stupňovaná zpětná vazba (pozitivní)
- vyrovnávací procesy (negativní)
- časové opoždění

### Archetyp „Úspěch úspěšným“

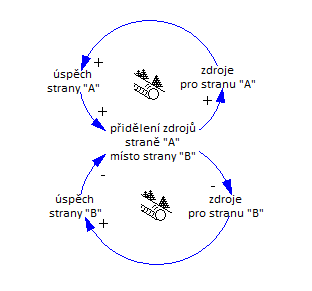
Dvě činnosti soupeří o omezenou podporu nebo o omezené zdroje. Čím většího úspěchu jedna dosahuje, tím větší podpory se ji dostává a tím více je ukracována ta druhá.

#### Struktura
Struktura „Úspěch úspěšným“ je základem mnoha samo-vysvětlujících předpovědí, které jsou důsledkem neuvědomělého ovlivnění z naší vlastní strany. Tento archetyp ukazuje, jak je jednoduché ovlivnit výsledky založený na počáteční důvěře bez jakéhokoliv uvědomění si, že výsledek byl důvěrou ovlivněn; jakou sílu mají vyjádřené i nevyjádřené předpoklady a přesvědčení lidí včetně šíření fámy, když působí jako primární hybatelé původně vyváženého stavu. To je přesně příležitost pro vytváření vlastních mentálních modelů a hlavně propagace sdílené vize, což jsou základní disciplíny pro úspěšné vedení, jak je popsáno v Sengeho „páté disciplíně“ (Senge 1990).

#### Poučení pro management
Úspěch úspěšným představuje velmi časté a poměrně efektivní adaptační jednání. Většinou není žádoucí působení struktury narušovat, protože i když je často proces působení „nespravedlivý“, vede v sociálních systémech prostřednictvím fenoménu „učení se za pochodu“ k účelné dělbě práce, specializace a omezuje nerozhodnost.
Pokud se vzdáme diskuse o etických motivech (například teze o „rovných šancích“), dva hlavní důvody proč může vést působení tohoto archetypu k nežádoucím cílům jsou:
- Úspěšná smyčka vykazuje meze růstu a efektivita vložených prostředků klesá,
- Na straně „útlumové smyčky“ může být útlum tak nebezpečný, že množství zdrojů se může pohybovat na hranici udržitelnosti operability „neúspěšného“ subsystému.

Na vyřešení problému „úspěch úspěšným“ existují pro management dvě základní strategie:
- Identifikovat zdroj resp. zdroje, které byly nerovnoměrně rozděleny a rozdělit je rovnoměrně,
- Rozpojit zesilující strukturu tak, aby jednotlivé úspěchy nebyly závislé na sdíleném zdroji resp. zdrojích.[2]

#### Symptom včasného varování
Jedna ze dvou navzájem propojených činností či skupin nebo jeden ze dvou vzájemně nějak sdružených jednotlivců dosahují velice dobrých výsledků, zatímco druhá strana bojuje s obtížemi.

#### Řídící zásada
Hledejte zastřešující cíl, jenž by umožňoval vyvážený úspěch obou stran. V některých případech se osvědčuje rozbít nebo oslabit spojení mezi oběma stranami, aby nesoupeřily o týž omezený zdroj (to je žádoucí v případech, kdy je jejich spojení neúmyslné a kdy podněcuje nezdravé soupeření o zdroje).

#### Příklady
I. 	Případ z podnikového prostředí
Manažer má dva chráněnce a chce je oba současně přivést do firmy. Dojde však k tomu, že jednomu z nich se dostane přednostního zacházení, neboť ten druhý na týden onemocní. Když se tento druhý chráněnec po nemoci vrací do práce, manažer se mu vyhýbá, neboť má pocit viny, čímž poskytuje ještě více příležitostí prvnímu chráněnci. První chráněnec, který pociťuje uznání, dosahuje skvělých úspěchů, a tak dostává další příležitosti. Druhá osoba pociťuje nejistotu a v důsledku toho pracuje s menší efektivností, takže dostává ještě méně příležitostí, přestože oba tito lidé měli na počátku stejné schopnosti. Druhá osoba nakonec z firmy odejde.

II.	Případ trhu textových editorů
Druhým příkladem je situace z trhu textových editorů, jež byla v České republice na začátku 90. let. Na trhu se objevily dva v podstatě srovnatelné editory, jeden z dílny dnes již legendárního domácího softwarového domu 602software a druhý – Word pocházel od známého amerického producenta firmy Microsoft. Zpočátku byly síly vyrovnány, ale postupně začal získávat více zákazníků systém Word. Čím více uživatelů používalo Word, tím více uživatelů dávalo při koupi přednost tomuto systému a postupně byla na systém Word nucena přecházet i většina uživatelů editoru T602. Je ale zajímavé, že editor T602 nezmizel zcela, to znamená, že jeho používání nedosáhlo bodu nula. Například některé státní instituce je využívají z finančních důvodů, nicméně v porovnání s celosvětovým používáním systému Word je počet uživatelů nule blízký.

III.	Případ vývoje na standard
Dalším příkladem, na kterém může být archetyp „úspěch úspěšným“ ilustrován, je trh videopřehrávačů ve druhé polovině osmdesátých let. V té době existovaly na trhu dva základní systémy – VHS a BETA, jež byly srovnatelné jak co do kvality, tak i ceny. Oba systémy se na trhu objevily v přibližně stejném čase a oba také měly podporu velkých výrobců spotřební elektroniky. Uživatelé v podstatě nemohli říci, proč se rozhodli pro ten který systém. Alespoň zpočátku. Postupně ale systém VHS získal konkurenční převahu v podobě širší nabídky filmů. Uživatelé tak byli postaveni ve svém rozhodování před otázku, zda chtějí stejně kvalitní systém jako ten druhý, ale se širší nabídkou filmů. Rozhodnutí pak bylo jednoznačné. Dalším argumentem, který v té době platil zejména v našich poměrech, byl způsob užívání (více sousedů, známých má systém VHS a chci-li si od nich půjčovat kazety, musím mít také typ VHS). Zpočátku malá převaha byla zesilována, až typ VHS získal převahu zcela. Výrobci se této situace museli přizpůsobit a přeorientovali se na typ VHS, který se tak stal ve své oblasti jakýmsi standardem.

IV. Případ internetových prohlížečů
Obdobně probíhala tzv. „válka internetových prohlížečů“. Od roku 1995 na trhu internetových prohlížečů dominovala firma Netscape se svým produktem Netscape Navigator. V té době si však i společnost Microsoft uvědomuje význam internetu a vydává svůj produkt Internet Explorer. Microsoft se rozhodne k integraci prohlížeče Explorer přímo do operačního systému Windows, který má na trhu osobních počítačů v podstatě monopolní postavení. Díky této integraci dochází k pomalému zvratu na trhu internetových prohlížečů – během pěti let má Internet Explorer již 80% tržní podíl. K čemu zde došlo? Na trhu byly dva konkurující si produkty (jedná se téměř o dokonalé substituty), ale jeden měl výhodu, že byl zákazníkovi dodán společně s PC – takový uživatel pak neměl důvod kupovat si Netscape Navigator. Tržní podíl prohlížeče Explorer – na úkor prohlížeče Netscape rostl. Čím více rostl, tím více autoři webových stránek optimalizovali své weby právě pro něj, čímž byl Netscape Navigator dále vytlačován v trhu.

V.	Případ tržních segmentů v PC
Poslední příklad se týká renesance počítačové společnosti Apple Computers, za jejíž vzestup však paradoxně nemůže výroba počítačů jako nástrojů pro práci, ale jako nástrojů pro zábavu. Produkty jako iMac, iBook a především dvojice iPhone a iPod jsou jasným důkazem, že se firma odvrací od klasických počítačů, kde kraluje PC v jehož konkurenci není schopná obstát, k počítačům „pro život“. Firma si totiž uvědomila, že než se vysilovat nesmyslným bojem s výrobci PC, bude se orientovat na tržní segment, který zatím není hardwarovými giganty obsazen. Tím se vymanila z bludného kruhu, kdy nebyla schopná zvýšit svůj tržní podíl na úkor konkurence s PC.

## Synergie systémových archetypů

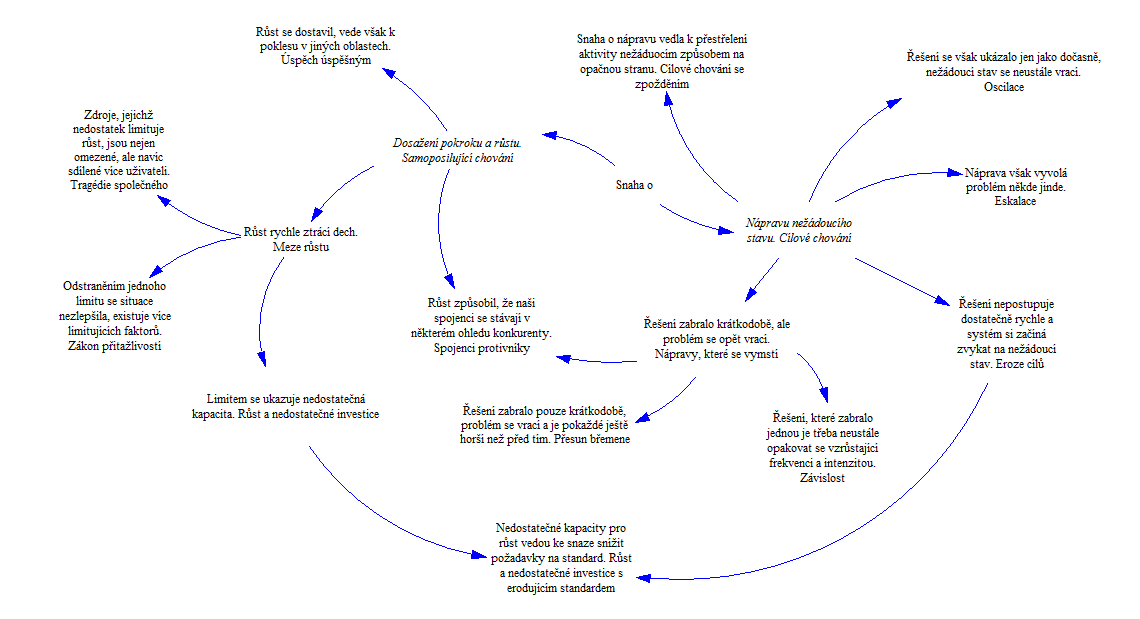
Mapa vzájemné provázanosti archetypů.

Systémové archetypy jako určité obecné struktury, jež se vyskytují v mnoha různých systémech, se pouze ojediněle vyskytují osamoceně a vysledovat „čistý“ případ fungovaní jednotlivých archetypů je prakticky nemožné. Jak je vidět na obrázku systémové archetypy spolupůsobí navzájem a dochází tak k synergickým efektům.

Výchozím bodem je vždy naše snaha něco změnit, něčeho dosáhnout, buď nás trápí problém vyžadující si řešení, nebo usilujeme o dlouhodobé cíle a rozvoj. Přesně z toho bodu se rozchází mapa vzájemných souvislostí mezi generickými strukturami a systémy. Odhalují se komplexnější vztahy mezi sledovanými ukazateli, pro adekvátní popis situace je třeba přidávat další metriky a nové souvislosti a archetypy košatí.